# Hóa thạch chuyển tiếp

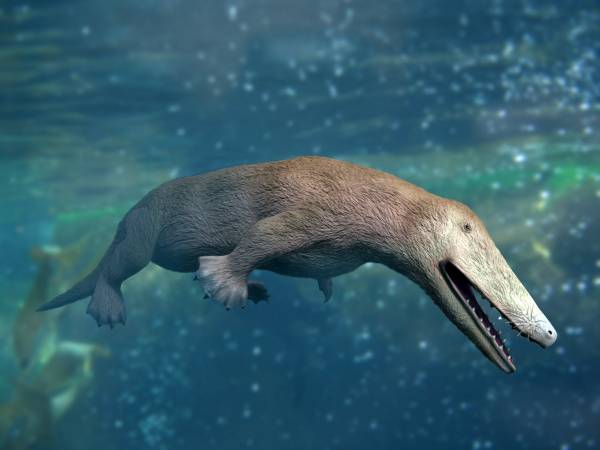
Phục dựng Ambulocetus, một dạng trung gian chuyển tiếp giữa những loài thú tiền sử trên cạn với các loài cá voi dưới nước, chúng giống như một con rái cá ngày nay và bề ngoài cũng trông như một con cá sấu, một số nhà khoa học cho rằng Ambulocetus là cá voi tiền sử

Hóa thạch chuyển tiếp (Transitional fossil) là bất kỳ di vật hóa thạch nào của một dạng sống thể hiện các đặc điểm chung cho cả nhóm tổ tiên và nhóm hậu duệ có chung nguồn gốc. Những hóa thạch này như một lời nhắc nhở rằng sự phân chia phân loại là cấu tạo của con người đã được áp đặt trong sự nhận thức về một chuỗi biến thể liên tục. Do hồ sơ hóa thạch chưa hoàn chỉnh, nên thường không có cách nào để biết chính xác mức độ tương cận của hóa thạch chuyển tiếp đến điểm phân kỳ, do đó, không thể cho rằng hóa thạch chuyển tiếp là tổ tiên trực tiếp của các nhóm gần đây hơn, mặc dù chúng thường được sử dụng làm hình mẫu cho các tổ tiên đó.
Hóa thạch chuyển tiếp là một trong những nhân tố quan trọng để củng cố hoặc bãi bỏ thuyết tiến hóa của Charles Darwin (những người theo các cuộc chống đối thuyết tiến hóa), theo thuyết tiến hóa, giữa các loài phải có rất nhiều dạng hình trung gian từng tồn tại, và vì thế phải có hóa thạch của chúng. Cụ thể là theo thuyết tiến hóa thì loài B có nguồn gốc từ loài A, như vậy hồ sơ hóa thạch được tìm thấy sẽ có một loài A' vừa mang đặc điểm của loài A, vừa mang đặc điểm của loài B, nếu không có thì xem như không có sự tiến hóa từ loài A, mà loài A sẽ là loài A, còn loài B vẫn là loài B. Theo những ý kiến hoài nghi thuyết tiến hóa thì có những điểm sơ hở trong thuyết tiến hoá của Darwin đó là không có những dạng sống trung gian giữa các loài.

## Nhận định

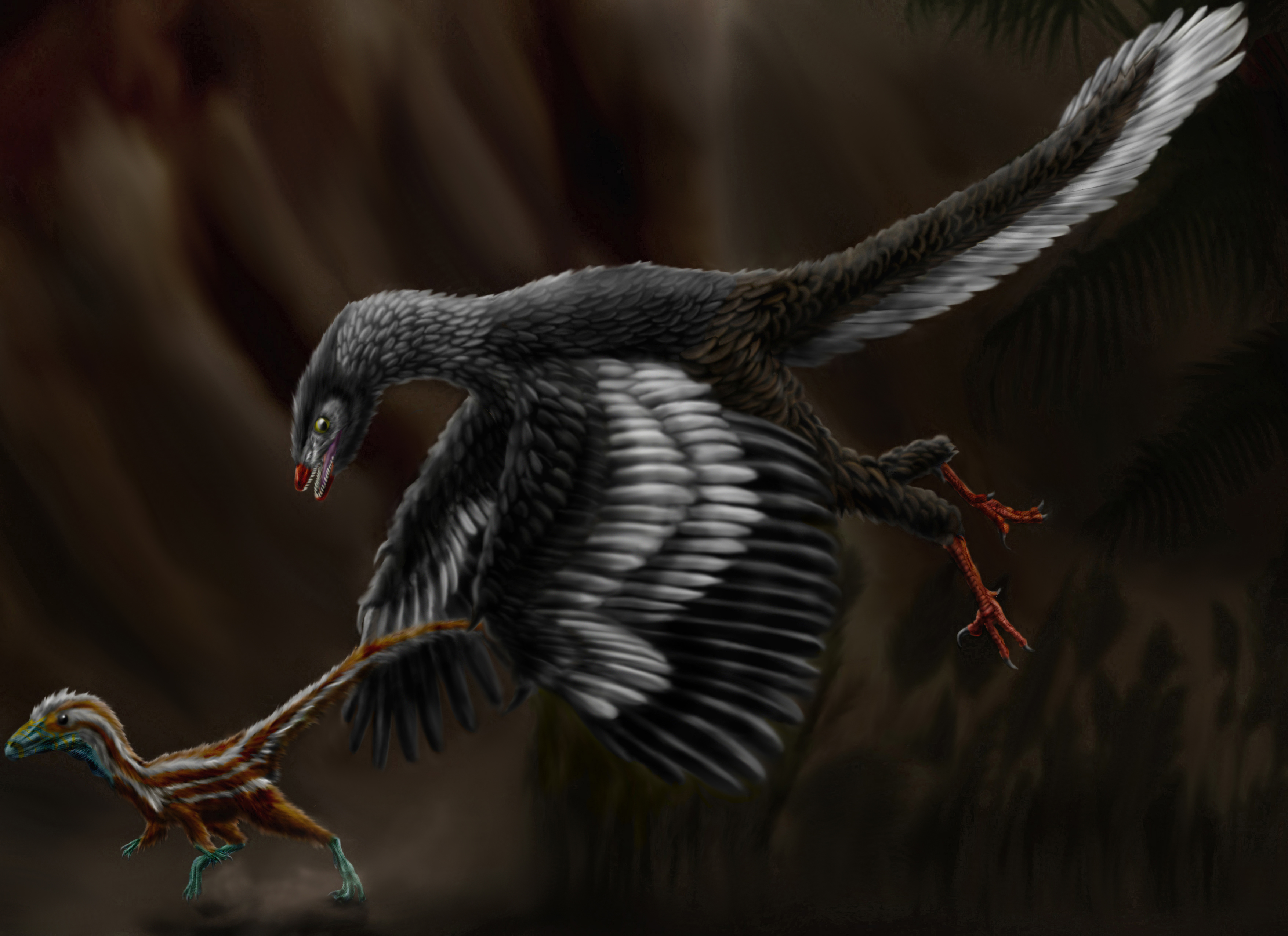
Phục dựng loài Archaeopteryx, một hóa thạch chuyển tiếp giữa khủng long và chim

David Kitts cho biết tạp chí Tiến hóa: "Mặc dù với sự hứa hẹn sáng sủa rằng Cổ sinh học sẽ đem đến cho chúng ta một phương tiện để có thể nhìn thấy sự tiến hóa, nhưng ngược lại nó đã đem đến cho các nhà tiến hóa luận những khó khăn bề bộn hơn, bởi vì nó (ngành Cổ sinh học) càng làm hiện rõ hơn "khoảng trống giữa các loài". Thuyết tiến hóa cần những hóa thạch sinh vật trung gian, nhưng Cổ sinh học lại không thể cung cấp được". Càng tìm kiếm, càng thấy nhiều hóa thạch các loài chứ không hề thấy hóa thạch các sinh vật trung gian. Vậy có quá trình tiến hóa không, để từ một loài này một (hoặc vài) loài mới xuất hiện. Stephen Jay Gould cho biết: "Sự vắng mặt các bằng chứng hóa thạch cho các giai đoạn trung gian giữa các thời kỳ tiến hoá trong thiết kế hữu cơ của các loài, mà bản chất là chúng ta không đủ sức, kể cả việc tưởng tượng, để xây dựng nên các trung gian chức năng đó, đã là một vấn đề dai dẳng gây tranh cãi đối với tính ‘dần dần’ của thuyết tiến hoá".
Chính Darwin trong cuốn Nguồn gốc các loài cũng phải thừa nhận điểm yếu nhất này trong học thuyết của ông, trong phần mở đầu của chương 10: "Số lượng các dạng trung gian giữa các loài, là các dạng đã tồn tại một cách chính thức, sẽ là rất lớn. Nhưng tại sao không có một kiến tạo hoặc một giải tầng địa chất nào chứa đầy đủ các gạch nối trung gian này? Rõ ràng là ngành địa lý đã không tìm ra được bất cứ một chuỗi hữu cơ biến đổi từ từ nào, và đó có lẽ là một khách quan hiển nhiên và nghiêm trọng nhất chống lại lý thuyết này" và "lời giải thích có lẽ nằm trong sự thiếu hoàn hảo thái quá trong dữ liệu địa lý". Nhưng đến khi mẫu vật thuộc loài Archaeopteryx được phát hiện chỉ hai năm sau đó, tức là vào năm 1861, nó được xem là đại diện cho một dạng chuyển tiếp cổ xưa giữa khủng long và sinh vật dạng chim mà trước đó không phải là chim. Nhiều hóa thạch chuyển tiếp khác đã được phát hiện kể từ đó, và hiện có nhiều bằng chứng về cách tất cả các lớp động vật có xương sống có quan hệ với nhau, bao gồm nhiều hóa thạch chuyển tiếp.